# Notářský koncipient
Notářský koncipient (slovensky notársky koncipient, německy Notariatskonzipient, slovinsky notarski pripravnik) je zaměstnanec notáře, který z jeho pověření provádí úkony v činnosti notáře. Notářským koncipientem je ten, kdo je zapsán v seznamu notářských koncipientů vedeném příslušnou notářskou komorou. V roce 2005 bylo v České republice přibližně 210 notářských koncipientů (na zhruba 440 notářů).

## Podmínky pro zápis do seznamu notářských koncipientů
Do seznamu notářských koncipientů zapíše notářská komora každého, kdo splňuje tyto podmínky:
- státní občanství členského státu Evropské unie, jiného státu tvořícího Evropský hospodářský prostor nebo Švýcarské konfederace
- plná svéprávnost
- úplné vysokoškolské vzdělání na právnické fakultě vysoké školy se sídlem v České republice nebo rovnocenné vzdělání v zahraničí
- bezúhonnost
- pracovní poměr u notáře

## Činnost notářského koncipienta
Činnost zaměstnanců notáře se považuje za činnost notáře samotného. Proto je notář oprávněn své zaměstnance písemně pověřit k dané činnosti v rámci zákonného limitu. Notář může svého koncipienta písemně pověřit těmito činnostmi:
- vydáváním stejnopisů, opisů nebo ověřených opisů a výpisů z notářských zápisů,
- vydáváním potvrzení o skutečnostech známých ze spisů notáře[4],
- ověřováním shody opisu nebo kopie s listinou (tzv. vidimace), ověřováním pravosti podpisu (tzv. legalizace) s výjimkou vidimací a legalizací ve vztahu k cizině,
- vydáváním ověřených výstupů z informačního systému veřejné správy,
- vydáváním opisů nebo potvrzení z Evidence právních jednání pro případ smrti,
- vydáváním opisů, výpisů nebo potvrzení z Rejstříku zástav,
- vydáváním opisů nebo potvrzení ze Seznamu listin o manželském majetkovém režimu,
- vydáváním výpisů z evidence Rejstříku trestů,
- prováděním autorizované konverze dokumentů,
- prováděním úkonů kontaktního místa,
- přijímáním úschov,
- jednotlivými úkony v rámci právních porad, zastupování v jednání s fyzickými a právnickými osobami a v řízení před orgány veřejné moci, sepisování soukromých listin a zpracování právních rozborů,
- přípravnými a dílčími úkony notářské činnosti (příprava konceptů notářských zápisů a dalších listin)[5],
- přípravnými a dílčími úkony při správě majetku notářem a při zastupování v souvislosti s touto činností[6],
- prováděním úkonů soudního komisaře.[7]

## Kárná odpovědnost
Notářský koncipient je jako jeden ze zaměstnanců notáře kárně odpovědný za kárné provinění. Tím je závažné nebo opětovné porušení povinností stanovených zákonem, předpisem Notářské komory České republiky nebo usnesením orgánu notářské samosprávy, ale také závažné nebo opětovné narušení důstojnosti notářského povolání jeho chováním.
Za kárné provinění lze uložit kárná opatření:
- písemné napomenutí
- pokutu až do výše pětinásobku minimální měsíční mzdy stanovené zvláštním právním předpisem